# Gia tộc Hosokawa

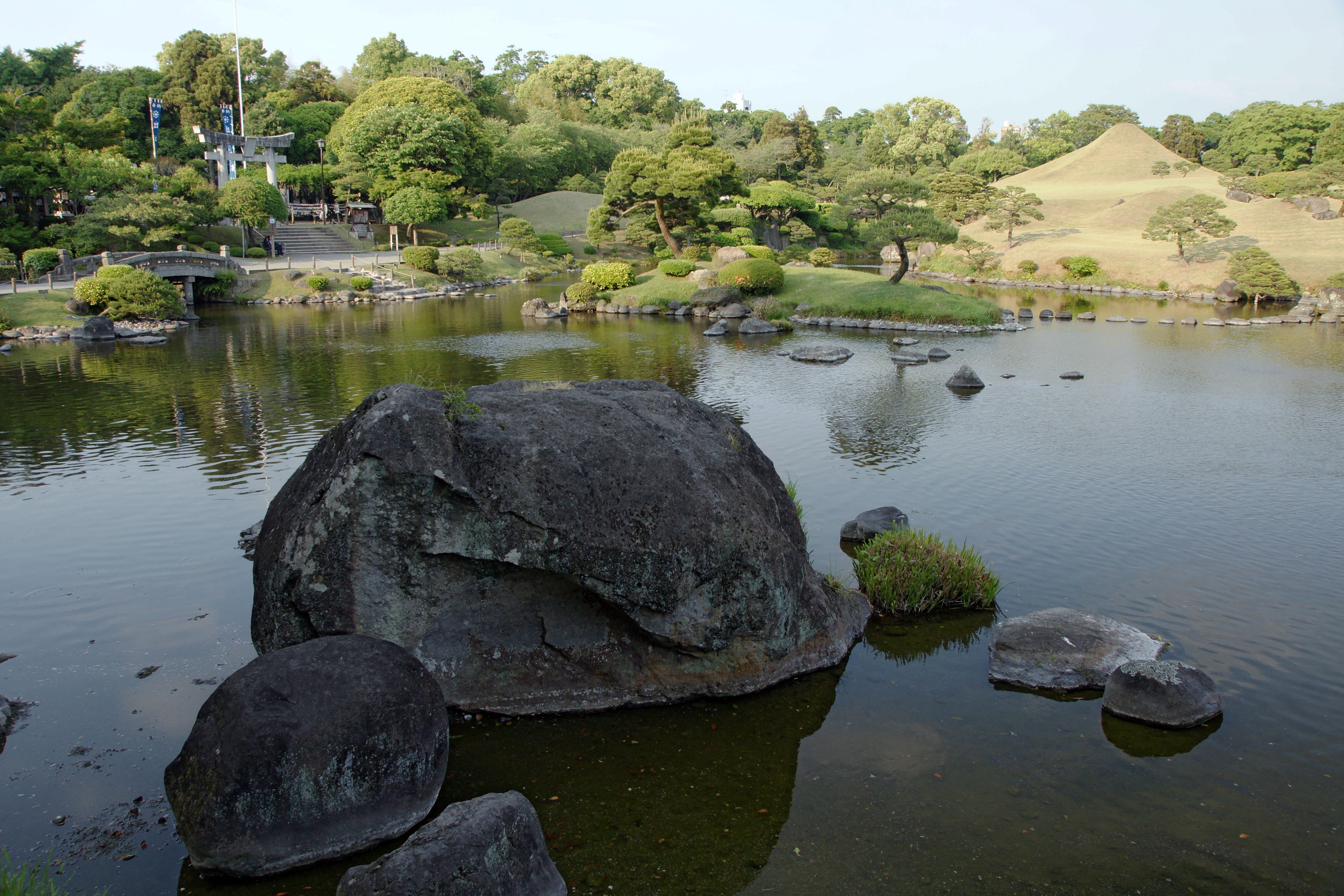
Vườn Nhật Bản rộng rãi của Suizenji Jojuen, tại thành phố Kumamoto

Gia tộc Hosokawa (細川氏 (Tế Xuyên thị) Hosokawa-shi) là một gia tộc Nhật Bản, có nguồn gốc từ Thiên hoàng Seiwa (850-880) và là một nhánh của gia tộc Minamoto, qua gia tộc Ashikaga.

## Lịch sử
Ashikaga Yoshisue, con trai của Ashikaga Yoshizane, là người đầu tiên lấy họ Hosokawa.
Gia tộc này nắm quyền lực quan trọng trong tiến trình thời kỳ Muromachi (1336-1467), Sengoku (1467-1600), và Edo, tuy vậy, qua nhiều thế kỷ, chuyển từ Shikoku, đến Kinai, và rồi đến Kyūshū.
Gia tộc này cũng là một trong 3 gia đình nắm giữ vị trí Kanrei (Phó Shogun), dưới thời Mạc phủ Ashikaga. Vào đầu thời thống trị của Ashikaga, nhà Hosokawa được trao quyền kiểm soát toàn bộ Shikoku. Dưới thời này, các thành viên của gia tộc Hosokawa là Thủ hộ (shugo) của Awa, Awaji, Bitchu, Izumi, Sanuki, Settsu, Tamba, Tosa, và tỉnh Yamashiro.
Cuộc chiến giữa Hosokawa Katsumoto, Kanrei thứ 5, và cha vợ Yamana Sōzen, về việc kế vị ngôi Shogun, châm ngòi cho Chiến tranh Ōnin, dẫn đến sự sụp đổ của Mạc phủ và giai đoạn 150 năm chiến tranh loạn lạc, được biết đến với tên thời kỳ Sengoku. Tiếp theo sự suy sụp của Mạc phủ Ashikaga, giờ đặt trụ sở ở Kyoto, quyền kiểm soát thành phố, và một phần nào đó là cả nước, rơi vào tay gia tộc Hosokawa (người giữ vị trí Kyoto Kanrei – Phó Shogun ở Kyoto) vài thế hệ.
Con trai của Katsumoto, Hosokawa Masamoto, giữ quyền lực theo cách đó vào cuối thế kỷ 15, nhưng bị ám sát năm 1507. Sau cái chết của ông, gia tộc bị chia rẽ và bị suy yếu vì xung đột nội bộ. Tuy vậy, quyền lực mà họ vẫn nắm giữ tập trung ở trong và xung quanh Kyoto. Điều này cho họ đòn bẩy để củng cố quyền lực đến mức nào đó, và trở thành kẻ địch hùng mạnh của gia tộc Ōuchi, cả về chính trị, lẫn thống trị việc thông thương với Trung Quốc. Nhà Hosokawa vẫn ở lại Kyoto khoảng 100 năm sau nữa, rồi chạy khỏi thành phố khi nó bị Oda Nobunaga tấn công.
Nhà Hosokawa về phe Ishida Mitsunari trong trận đánh quyết định Sekigahara, và do đó bị giáng làm tozama (người ngoài) daimyo dưới thời Mạc phủ Tokugawa. Họ được nhận tỉnh Higo, với thu nhập 540.000 koku, làm han (phiên) của mình. Mặc dù lãnh địa của họ ở xa thủ đo, trên đảo Kyūshū, họ nằm trong số những daimyo giàu có nhất. Cho đến năm 1750, Higo là một trong những nơi sản xuất gạo hàng đầu, và thực tế được những người buôn gạo Osaka lấy làm tiêu chuẩn. Sau đó, lãnh địa này, cũng như phần lớn các lãnh địa khác, gặp phải suy giảm kinh tế nghiêm trọng, nhưng Hosokawa Shigekata bắt đầu một số cải cách làm xoay chuyển tình hình.
Ngôi nhà của gia tộc là Hosokawa Gyōbutei, một dinh thự tại Kumamoto được xây dựng năm 1646. Nó nằm ở gần thành Kumamoto. Cả tòa thành và dinh thự nay đều là điểm thu hút khách du lịch, và dinh thự có các tour hướng dẫn về khu vực này và các di tích của nó. Trong số các di tích có chiếc chén trà được nhân vật chính trong truyện 47 Ronin sử dụng.

## Các thành viên đáng chú ý của gia tộc Hosokawa
- Hosokawa Yoriharu (1299-1352) – chiến đấu cho nhà Ashikaga chống lại Mạc phủ Kamakura
- Hosokawa Yoriyuki (1329-1392)
- Hosokawa Akiuji (d. 1352) – giúp đỡ thành lập Mạc phủ Ashikaga
- Hosokawa Mochiyuki (1400-1442)
- Hosokawa Katsumoto (1430-1473) – tranh cãi với Yamana Sōzen, châm ngòi cho Chiến tranh Ōnin
- Hosokawa Masamoto (1466-1507)
- Hosokawa Sumitomo (1496-1520)
- Hosokawa Takakuni (d. 1531)
- Hosokawa Harumoto (1519-1563)
- Hosokawa Fujitaka (1534-1610)
- Hosokawa Gracia (1563-1600) – một trong những samurai nổi tiếng nhất cải đạo Thiên chúa; con gái của Akechi Mitsuhide
- Hosokawa Tadaoki (1563-1646) – thuộc hạ của Oda Nobunaga và Toyotomi Hideyoshi
- Hosokawa Tadatoshi (1586-1641)
- Hosokawa Mitsunao (1619-1650)
- Hosokawa Shigekata (1718-1785)
- Hosokawa Morihiro (1938) – Cựu Thủ tướng Nhật Bản